# Armando Brédice
Armando Brédice SdC (San Marco la Catola, 22 de agosto de 1917 — Brasília, 15 de março de 2018) foi presbítero e missionário católico italiano radicado no Brasil. Natural da Itália, padre Armando era religioso da Congregação dos Servos da Caridade e, na juventude, foi coroinha de São Pio de Pietrelcina. Chegou como missionário no Brasil no início da década de 1960 e, depois de passar por outros estados no Sul e no Centro-Oeste, foi incardinado na Arquidiocese de Brasília. Foi pároco de Santa Teresinha, no bairro Cruzeiro Novo, de 1985 a 1994, fazendo-se notável por seus esforços em traze melhorias para aquela comunidade. Aposentando-se, decidiu continuar morando ali. Foi agraciado com o título de Cidadão Honorário de Brasília e adquiriu cidadania brasileira. Permaneceu ativo até falecer aos cem anos de idade. 

## Biografia

### Juventude e amizade com Padre Pio de Pietrelcina
Armando nasceu em San Marco la Catola, província de Foggia, Itália, filho de Angiolina Jerônimo e de Celestino Brédice, mecânico, que foram pais de mais nove filhos. Celestino acabou deixando o lar e se mudou com outra companheira para a Argentina, de onde jamais voltou, deixando a gestante Angiolina e nove filhos. Continuou, todavia, a prestar auxílio financeiro à primeira família. Ainda assim, Angiolina e seus filhos passaram por muitas dificuldades.
Os Brédices eram uma família religiosa e participavam da comunidade católica local. Por esse tempo, estudava Teologia naquela paróquia o então Frei Pio de Pietrelcina, futuro santo, que já era uma personalidade famosa. Animado pelo desejo de conhecê-lo, o pequeno Armando decidiu infiltrar-se no convento em que ele vivia. Armando encontrou o frade em oração na igreja e ficou do lado de fora, esperando ele sair. O monge se surpreendeu ao ver um menino ali e o inquiriu. Armando respondeu-lhe que estava ali porque queria conhecê-lo. Frei Pio então sorriu, saudou-o e saiu. Armando estreitaria seus laços com o monge depois que este se tornou seu confessor e, posteriormente, Armando passou a servi-lo como coroinha. Fei Pio, posteriormente, seria removido de San Marco para a vizinha San Giovanni Rotondo, por questões de saúde. Armando continuaria em contato com ele mesmo depois de sair da Itália e, sempre que retornava à pátria natal, procurava visitá-lo.

### Segunda Grande Guerra e sacerdócio
Aos dezoito anos, Armando foi convocado a servir na Segunda Guerra Mundial. Felizmente, não foi mandado ao campo de batalha, mas foi aproveitado como intérprete (ele havia feito um curso de alemão e de inglês). Nos quase seis anos que durou a Guerra, Armando não pegou em armas; ainda assim, chegava a ir aos campos de batalha. Perdeu muitos amigos próximos, presenciou cidades devastadas e famílias destruídas.
As agruras da guerra levaram Armando a pensar em entrar para a vida religiosa, o que procurou fazer tão logo findou-se o conflito. Todavia, naquela época, muitos jovens que haviam perdido tudo, família, casa, amigos, viam na vida religiosa uma última saída para voltarem a viver. Por isso, muitas congregações tiveram de fechar suas portas para novos processos de discernimento vocacional. Após uma custosa busca, Armando chegou à Basílica de São José Triunfal, em Roma, a qual é guardada pelos padres da Congregação do Servos da Caridade. Demonstrando ao pároco o desejo de entrar para o sacerdócio, este resolveu acolhê-lo e aproveitar seu serviços como secretário. Enfim, Armando iniciou seus estudos para o sacerdócio em 1947. Depois disso, foi mandado a Milão, onde fez seus estudos junto à Congregação dos Servos da Caridade.
Fez seus primeiros votos religiosos no dia 31 de maio de 1952. Recebeu a ordem de diaconato no dia 8 de dezembro desse mesmo ano. Foi ordenado no dia 19 de dezembro de 1953, aniversário de nascimento do fundador da congregação, pelo bem-aventurado Alfredo Ildefonso Schuster, cardeal em Milão.
A Congregação dos Servos da Caridade tem caráter missionário e, assim, após um ano de ordenado, Armando foi designado a servir no exterior. Quando questionado por seus superiores onde queria realizar missão, respondeu África, porém a ordem não estava presente neste continente. Ele então foi designado para a América do Sul. Trabalhou por cinco anos no Paraguai e depois passou para o Brasil. Por esse tempo, de volta à Itália, ao falar de sua transferência para o Brasil ao padre Pio, recebeu deste um saco de confetes de noivo (amêndoas) e a seguinte recomendação: Vai para o Brasil. Confessa sempre, sacrifica-se, reza a missa, e diz para os brasileiros que eu também rezo sempre para o Brasil e para os lugares onde estão aqueles que conheci, como tu.

### Missão no Brasil
No Brasil, padre Armando estabeleceu-se inicialmente no Rio Grande do Sul, onde, de 1965 a 1967, foi pároco de Nossa Senhora da Glória, no município de Santa Maria. Passou depois para São Paulo e, em 1983, chegou a Brasília, onde, após uma curta missão no Mato Grosso, permaneceu até o fim de sua vida.
Foi morar no bairro Cruzeiro Novo, e ficou sensibilizado com a precariedade do lugar. Havia um grande número de pessoas desabrigadas e fazia-se necessária a construção de um centro educacional e de uma nova igreja. Junto com os outros padres que ali estavam, o recém-chegado ajudou a erguer uma escola e na formação da Paróquia Santa Teresinha.
Em 1985, ao tornar-se pároco, deu início à construção do novo templo, como o temos hoje, porém com algumas diferenças, notadamente, um espelho d’água que rodeava toda a igreja, retirado anos após, pelo alto custo de manutenção. Em 1992, ele acolheu as Irmãs Missionárias Paroquiais de Santa Teresinha e da Sagrada Face.
Padre Armando tornou-se uma pessoa muito querida pela comunidade em razão de seu trabalho a favor da mesma. Seu trabalho persistente na busca de seus objetivos rendeu-lhe o apelido de Mosquitinho Elétrico. Seu paroquiato durou até 1994, quando teve que renunciar por atingir a idade máxima permitida pelo direito canônico, sucedendo-lhe o confrade padre Geraldo Ascari. Brédice continuou a viver ali, atuando como vigário cooperador.
Em reconhecimento ao seu trabalho, em 16 de agosto de 2004, a Câmara Legislativa do Distrito Federal outorgou-lhe o título de Cidadão Honorário de Brasília e, em 1 de junho de 2005, Brédice foi naturalizado brasileiro.

### Últimos anos
Ao completar 96 anos, em 2013, publicou o livro O Último Canto do Cisne, cujo título faz referência à lenda de que a dita ave canta antes de morrer. Era um compilado de textos no qual tratava de sua grande devoção a Nossa Senhora.
Com a idade bastante avançada, nos últimos anos, padre Armando locomovia-se numa cadeira de rodas. Assim mesmo, continuava celebrando missas.
Em 22 de agosto de 2017, presidiu a missa de celebração de seu centenário. O ato religioso foi assistido por centenas de fiéis e contou com a presença de 19 padres e cinco bispos, entre os quais, Dom Sérgio da Rocha, arcebispo de Brasília. No domingo seguinte, dia 27, ainda em comemoração de seu aniversário, padre Armando serviu um almoço comunitário na igreja Rainha da Paz.
O padre mais velho do Distrito Federal celebrou sua última missa em 1 de março de 2018. No dia seguinte, foi internado no Hospital Santa Luzia, na Asa Sul, com pneumonia e sinusite. Conseguiu vencer as doenças, mas sobrevieram complicações e, afinal, falência de múltiplos órgãos. Faleceu às 17h23 do dia 15 de março.
O velório foi realizado na Paróquia Santa Teresinha, no Cruzeiro, iniciando ainda na noite de 15 de março, às 23h, seguindo até sábado, pela manhã. Foram realizadas três missas de corpo presente na sexta-feira, sendo a última com rito de exéquias, celebrada pelo bispo-auxiliar Dom Marcony Vinícius Ferreira, e duas no sábado pela manhã. O sepultamento ocorreu por volta das 10h de sábado, no Cemitério Campo da Esperança na Asa Sul.
Foi sobrevivido por dois irmãos residentes na Itália, um mais velho, de 106 anos, e uma irmã mais nova, de 99 anos.